# Ряба орда
Ряба орда — селькупське державне об'єднання біля річок Нарим та Том, що існувало у XV — на початку XVI ст. Самоназва — Держава сильного народу Великого Лося. Була союзником Сибірського ханства, запеклим супротивником московських завойовників.

## Історія
Стосовно ранньої історії немає достеменних відомостей. Дослідники продовжують сперечатися з питань території, меж і хронології існування об'єднання, етнічної взаємодії. Найбільш дискусійним є назва цього об'єднання. Тривалий час існувала версія, що назва Ряба орда пов'язана, з носінням селькупами строкатого («рябого») одягу із шкурок дрібних звірів і птахів. Найімовірнішим є те, що назва у московитів виникла внаслідок вільного перекладу династії володарів цієї селькупської держави — Алачидів. Засновник держави носив ім'я Алача, що перекладається як «рябий» (рос. пѣгій). Втім власною назвою цього князівства є Держава сильного народу Великого Лося, що свідчило про доволі потужну силу Рябої орди серед сусідніх князівств. Складалася з двох князівств Верхньо- та Нижньонаримського, або Великої та Малої рябої орди. З них першість мало Верньонаримське князівство (Велика Ряба орда).
Про діяльність відомо переважно з російських літописів часів підкорення Московським царством Сибіру. В цілому вважається, що Ряба орда займала територію вздовж Обі від Бардакового князівства (район сучасного Сургута) до Нариму, включно з басейнами приток Обі: Ваху, Васюгану, Тиму і Парабелі. Перші відомості про Рябу орду стають відомими після захоплення московитами Сибірського ханства. В цей час володарював Верхньонаримським князівством князь Воня, а Нижньонаримським — Кічей. Обидва ці князі підтримали поваленого хана Кучума.
Протистояння московитів з селькупами деякий час тривало без суттєвих сутичок. У 1591 році розпочалася повноцінна війна між Московським царством та Рябою ордою. Воня на той момент мав 400 вояків. Стосовно їхнього озброєння, на жаль, немає інформації. Того ж року московсько-кодські війська завдали поразки військам Воні, син якого Урунк потрапив у полон.
У 1594 році відповідно до царського наказу воєвода Андій Єлецький звів фортецю Тара на річці Тара, а невдовзі того ж року за наказом царя Федора I зведено фортецю Сургут. Звідси московські воєводи продовжили наступ на Рябу орду. На деякий час Воня вимушений був замиритися, викупити сина Урунка. Проте у 1595 році Воня підтвердив союз з Кучумом, відмовився платити ясак та визнати владу Московської держави. Воня почав готувати війська для атаки на Сургут. Про реалізацію цих планів немає відомостей. Ймовірно, Сургут московитам вдалося відстояти.
У 1596 та 1597 роках московські війська в союзі з Кондським князівством здійснили походи проти Рябої орди. В результаті було підкорено Нижньонаримське князівство (Мала Ряба орда), а її князь Кічей визнав владу московського царя. У 1598 році московські воєводи зібрали армію у 550 вояків (сюди увійшли стрільці, вояків Кодського та Бардакова князівств). В результаті Воня зазнав поразки та вимушений був підкоритися та погодитися на спорудження Наримського острога. Після цього селькупи Васюганська-Ваховського Приоб'я мігрували на Таз і Турухан, а район, що звільнився, зайняли ханти з річок Агана і Югана. Це викликало невдоволення Кічея, князя Малої Рябої орди, який у 1602 році рушив проти Кодського князівства, але в битві біля столичної фортеці Малої Рябої орди, поблизу сучасного села Олександрівське, селькупи були остаточно розбиті об'єднаними московсько-остяцькими (хантійськими) силами.
Проте остаточна влада Московії тут затвердилася після заснування міста Нарим у 1602 році. У 1610 році син та спадкоємець Воні — Тайбохта. Втім у 1620—1630-х роках нащадки Воні та Кічея зберігали статус князьків і далі сплачували ясак московитам. Цим забезпечувалося заспокоєння селькупів, які асоціювали нащадків Воні та Кичея як запоруку збереження традиційних звичаїв. Остання згадка про князьків селькупів датується 1658 роком — князька 3-й Парабельської волості Кускончі.

## Традиції
Тотемом та священною твариною в Рябій орді був лось. Мешканці не їли лосине м'ясо та не полювали на лосів. Доволі сильними у них були вірування в сили природи, також поклонялися різним тваринам. Лось виконував роль медіатора у зміні дня і ночі. Право нести Місяць на лопатках своїх рогів на землю і назад мав тільки Священний (Великий) Лось, який уособлював силу, міць, спритність, миттєву реакцію на небезпеку з боку злих сил. Космогонічна сутність Лося особливо повно відбилася в міфі про небесне полювання на Священного Лося, де той виявився невразливим для стріл мисливців на чолі з богатирем Ічеєм. Після лося найпершим вважався ведмідь. Також поклонялися Полярній зірці. В іншому вірування відповідали віруванням селькупів.

## Економіка
Займалися переважно полюванням та скотарством, збиральництвом. Розвивалися також тут ремесла, займалися виділенням шкір, виробів з нею. Торгували із сусідніми югорськими князівствами та Сибірським ханством. Стосовно контактів із племенами північно-східного Сибіру немає відомостей, але відкидати цього не можна. Ймовірно, князі Рябої орди почувалися доволі сильно й незалежно в економічному плані. Проте це тривало лише до початку вторгнення Московського царства.